# ناتالی ایمبرولیا
ناتالی جین ایمبرولیا (به انگلیسی: Natalie Jane Imbruglia) (زادهٔ ۴ فوریه ۱۹۷۵)، خواننده، ترانه‌سرا، مدل و بازیگر استرالیایی-بریتانیایی است. او در فیلم‌های جانی انگلیش و در میان کلاغ‌ها و سریال تلویزیونی همسایه‌ها به ایفای نقش پرداخته‌است.

## زندگی
او در روز چهارم ماه فوریه سال ۱۹۷۵ در استرالیا یعنی سیدنی چشم به جهان گشود. او مادر انگلیسی و پدری استرالیایی‌تبار داشت. او زمانی که نزدیک به ۱۶ سال سن داشت برای شرکت در تبلیغات تلویزیونی استرالیا امتحان داد و در تبلیغ نوشابه کوکا کولا شرکت نمود. ناتالی چندی بعد در سریال همسایه‌ها ایفای نقش کرد. او در سال ۱۹۹۴ میلادی به پایتخت انگلیس یعنی شهر لندن مهاجرت کرد و در لندن مشغول به کار خوانندگی شد. او در سال ۲۰۰۳ در فیلم جانی انگلیش همبازی کمدین مشهور یعنی روآن اتکینسن یا همان مستر بین شد.

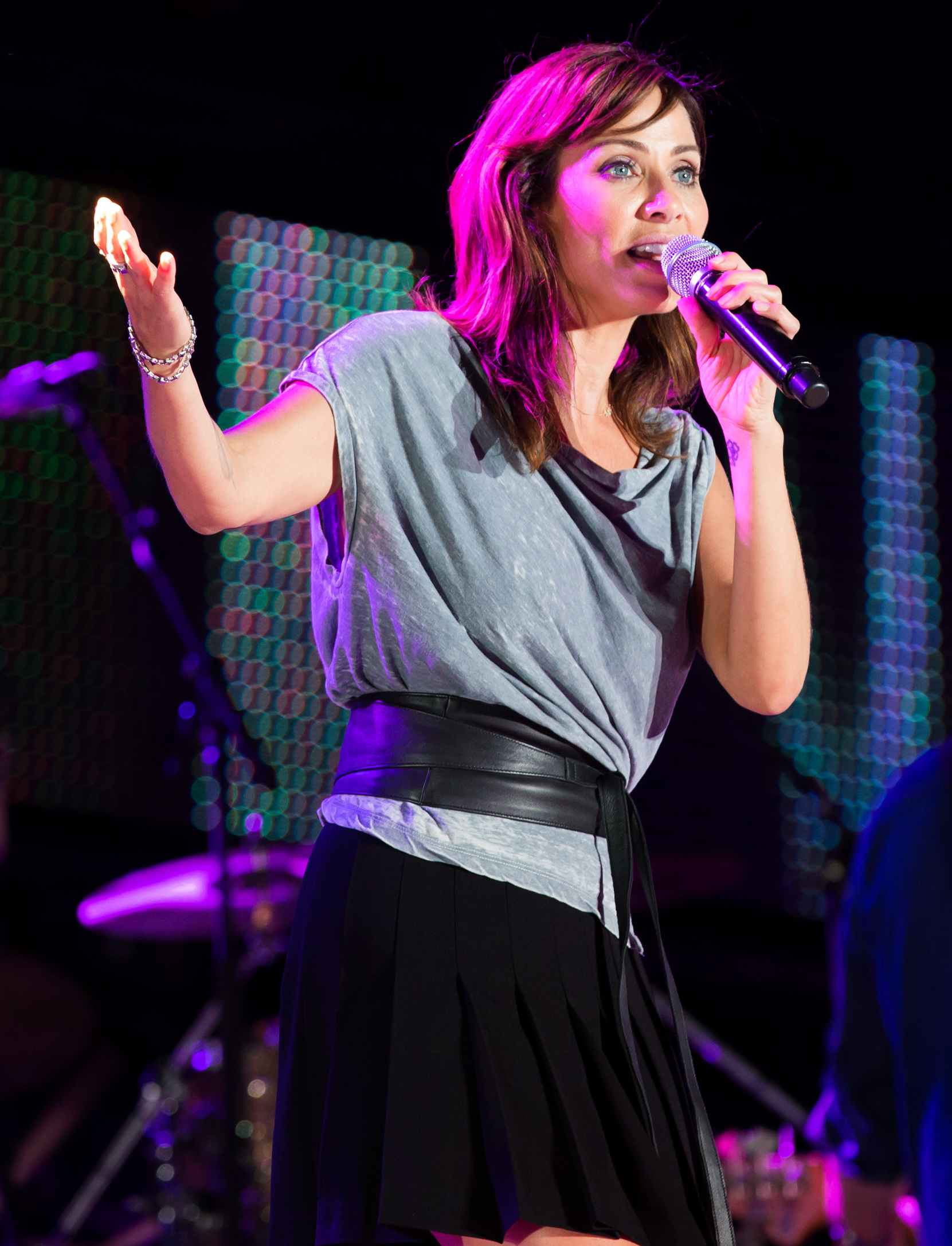
ناتالی در حال خوانندگی

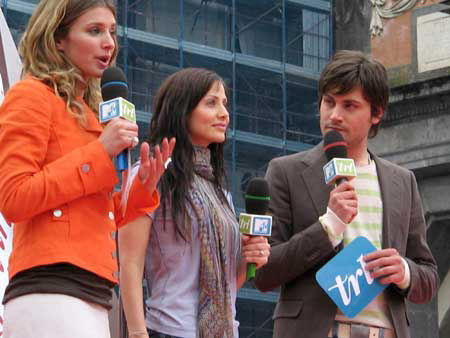
ناتالی در سال ۲۰۰۵ و در حال مصاحبه تلویزیونی